# Élections législatives de 1956 dans le Puy-de-Dôme
Les élections législatives de 1956 dans le Puy-de-Dôme sont des élections françaises qui ont eu lieu le 2 janvier 1956 dans le département de Puy-de-Dôme dans le cadre des élections législatives françaises de 1956, sous la IVe République.
Ce sont les dernières élections législatives de la Quatrième république, après les élections de novembre 1946 et de juin 1951.

## Mode de scrutin
L'Assemblée nationale est composée de 626 sièges pourvus au scrutin proportionnel plurinominal suivant la règle de la plus forte moyenne dans le cadre départemental, sans panachage.
Le vote préférentiel est admis, en inscrivant un numéro d'ordre en face du nom d'un, de plusieurs ou de tous les candidats de la liste. Mais l'ordre ne pourra être modifié que si au moins la moitié des suffrages portés sur la liste est numéroté. Dans les faits les modifications ne dépasseront jamais les 7%.
La loi électorale du 7 mai 1951, dite loi des apparentements, reste en vigueur. Elle permet à la base une répartition des sièges à la représentation proportionnelle dans le département, mais si des listes « apparentées » avant le déroulement du scrutin obtiennent ensemble une majorité absolue de suffrages exprimés, elles reçoivent directement tous les sièges à pourvoir.
Dans le département de Puy-de-Dôme, sept députés sont à élire.

## Élus
| Député sortant      | Parti | Parti    | Député élu ou réélu      | Parti | Parti  |
| ------------------- | ----- | -------- | ------------------------ | ----- | ------ |
| Pierre Besset       |       | PCF      | Pierre Besset            |       | PCF    |
| Eugène Fourvel      |       | PCF      | Eugène Fourvel           |       | PCF    |
| Adrien Mabrut       |       | SFIO     | Adrien Mabrut            |       | SFIO   |
| Eugène Chassaing    |       | Rad-soc  | Antonin Paulin           |       | UFF    |
| Jacques Bardoux     |       | CNIP     | Valéry Giscard d'Estaing |       | CNIP   |
| Joseph Dixmier      |       | Paysan   | Joseph Dixmier           |       | Paysan |
| Jean-Michel Flandin |       | Rép. soc | Lucien Vaugelade         |       | UFF    |

## Résultats

### Résultats à l'échelle du département
- Un apparentement est conclu en soutien à la majorité sortante, entre les listes CNIP-ARS et MRP.
- Un autre réunit les trois listes poujadistes.

| Parti    | Parti             | Tête de liste             | Résultats | Résultats | Appar. | Appar. | Sièges |
| Parti    | Parti             | Tête de liste             | Voix      | %         | Voix   | %      | Nb.    |
| -------- | ----------------- | ------------------------- | --------- | --------- | ------ | ------ | ------ |
|          | PCF               | Pierre Besset             | 50 210    | 21,32     | -      | -      | 2      |
|          | CNIP-ARS          | Joseph Dixmier            | 49 092    | 20,85     | 36 095 | 15,33  | 2      |
|          | MRP               | Léon Bernet-Rollande      | 49 092    | 20,85     | 12 997 | 5,52   | -      |
|          | UFF               | Antonin Paulin            | 43 595    | 18,51     | 32 232 | 13,69  | 2 2    |
|          | Déf. int agri     | Victor Chabrol            | 43 595    | 18,51     | 7 296  | 3,10   | -      |
|          | Act° civ.         | Jean Besson               | 43 595    | 18,51     | 4 007  | 1,70   | -      |
|          | SFIO              | Adrien Mabrut             | 41 872    | 17,78     | -      | -      | 1      |
|          | Rad-soc-UDSR-CRAP | Jean-Antoine Pourtier     | 20 563    | 8,73      | -      | -      | - 1    |
|          | CNIG              | Roland Viel               | 19 850    | 8,43      | -      | -      | -      |
|          | Rép. soc          | Émérentienne de la Grange | 8 207     | 3,49      | -      | -      | - 1    |
|          |                   |                           |           |           |        |        |        |
| Inscrits | Inscrits          | Inscrits                  | 314 231   | 100,00    |        |        | 7      |
| Votants  | Votants           | Votants                   | 241 052   | 76,71     |        |        |        |
| Exprimés | Exprimés          | Exprimés                  | 235 489   | 97,69     |        |        |        |